# Cariboptila jamaicensis
Cariboptila jamaicensis là một loài Trichoptera trong họ Glossosomatidae. Chúng phân bố ở vùng Tân nhiệt đới.